# New York Red Bulls 2013
 Questa voce raccoglie le informazioni riguardanti il New York Red Bulls nelle competizioni ufficiali della stagione 2013.

## Stagione
I New York Red Bulls terminano il campionato al 1º posto di Eastern Conference e in prima posizione nella classifica generale, qualificandosi ai play-off e conquistando il primo titolo nella storia del club.

## Maglie e sponsor
| Casa | Trasferta |

## Rosa
| N. |                          | Ruolo | Calciatore        |
| -- | ------------------------ | ----- | ----------------- |
| 1  | Stati Uniti (bandiera)   | P     | Kevin Hartman     |
| 2  | Stati Uniti (bandiera)   | C     | Ian Christianson  |
| 3  | Stati Uniti (bandiera)   | D     | Heath Pearce      |
| 4  | Colombia (bandiera)      | D     | Jámison Olave     |
| 5  | Svezia (bandiera)        | D     | Markus Holgersson |
| 7  | Costa Rica (bandiera)    | D     | Roy Miller        |
| 8  | Nuova Zelanda (bandiera) | C     | David Carney      |
| 9  | Argentina (bandiera)     | A     | Fabián Espíndola  |
| 10 | Inghilterra (bandiera)   | C     | Lloyd Sam         |
| 11 | Stati Uniti (bandiera)   | C     | Dax McCarty       |
| 12 | Stati Uniti (bandiera)   | C     | Eric Alexander    |
| 13 | Camerun (bandiera)       | C     | Marius Obekop     |
| 14 | Francia (bandiera)       | A     | Thierry Henry     |
| 15 | Stati Uniti (bandiera)   | A     | Andre Akpan       |
| 16 | Stati Uniti (bandiera)   | C     | Connor Lade       |

| N. |                             | Ruolo | Calciatore              |
| -- | --------------------------- | ----- | ----------------------- |
| 17 | Australia (bandiera)        | C     | Tim Cahill              |
| 18 | Stati Uniti (bandiera)      | P     | Ryan Meara              |
| 19 | Stati Uniti (bandiera)      | A     | Amando Moreno           |
| 20 | Stati Uniti (bandiera)      | D     | Matt Miazga             |
| 21 | Spagna (bandiera)           | C     | Rubén Bover             |
| 22 | Irlanda del Nord (bandiera) | C     | Jonny Steele            |
| 23 | Colombia (bandiera)         | C     | Michael Bustamante      |
| 24 | Stati Uniti (bandiera)      | P     | Santiago Castano        |
| 25 | Stati Uniti (bandiera)      | D     | Brandon Barklage        |
| 26 | Italia (bandiera)           | A     | Nicolas La Fauci        |
| 27 | Giappone (bandiera)         | D     | Kosuke Kimura           |
| 31 | Stati Uniti (bandiera)      | P     | Luis Robles             |
| 32 | Uganda (bandiera)           | D     | Ibrahim Sekagya         |
| 88 | Francia (bandiera)          | A     | Péguy Luyindula         |
| 99 | Inghilterra (bandiera)      | A     | Bradley Wright-Phillips |